# Gyula Zsivótzky
Gyula Zsivótzky (ur. 25 lutego 1937 w Budapeszcie, zm. 29 września 2007 tamże) – węgierski lekkoatleta, specjalizujący się w rzucie młotem, mistrz olimpijski i rekordzista świata.
Zsivótzky startował czterokrotnie na igrzyskach olimpijskich w latach 1960-1972. Podczas dwóch pierwszych startów zajmował dwukrotnie drugie miejsce (w Rzymie (1960) i Tokio (1964)), dopiero z Igrzysk w Meksyku w 1968 powrócił ze złotym medalem. Na igrzyskach w 1972 w Monachium zajął 5. miejsce.
Na mistrzostwach Europy zdobył brązowy medal w Sztokholmie (1958), złoty medal w Belgradzie (1962) i srebrny medal w Budapeszcie (1966). W Atenach (1969) zajął 4. miejsce, a w Helsinkach (1971) 11. miejsce.
Czterokrotnie medalista uniwersjad – Turyn 1959 (złoto), Sofia 1961 (złoto), Porto Alegre 1963 (srebro) oraz Budapeszt 1965 (złoto).
Zsivótzky dwukrotnie ustanawiał rekord świata: 4 września 1965 rzucił młotem na odległość 73,74 m, a 14 września 1968 – 73,76 m. Jego rekord poprawił później zawodnik ze Związku Radzieckiego Romuald Klim.
Gyula Zsivótzky był ojcem znanego dziesięcioboisty Attili Zsivóczkiego.